# Tischfußball

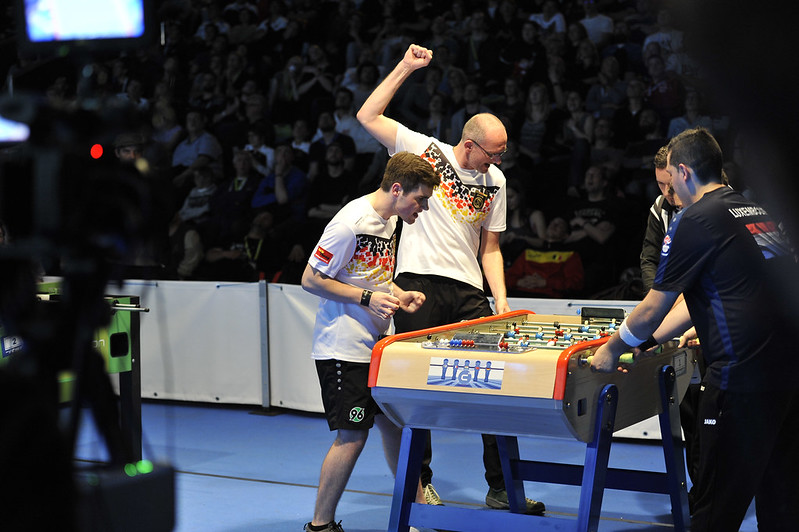
Weltmeisterschafts-Finale im Herren-Doppel in Hamburg (2017)

Tischfußball ist eine mit einem Spielgerät (Tischfußballtisch) ausgeübte Ballsportart und ein dem Fußball nachempfundenes Geschicklichkeitsspiel. Die Ausübung wird auch als Tischkicker-Spielen oder einfach Kickern bezeichnet und das Spielgerät als Kickertisch oder einfach Tisch. Es gibt noch weitere regionale Bezeichnungen.
Ziel ist es, mit an dreh- und bewegbaren Griffstangen oder Spielreihen über einer rechteckigen Spielfläche angebrachten Spielfiguren den Spielball ins gegnerische Tor zu befördern. Ein Spiel geht meist bis zu einer vorgegebenen Toranzahl, im organisierten Spielbetrieb wird auch über mehrere Gewinnsätze („Best-of-Three“ oder „Best-of-Five“) gespielt.
Das Spielgerät ist üblicherweise mit je vier Spielreihen an den beiden Längsseiten der Spielfläche ausgestattet, an denen für beide Spielseiten jeweils insgesamt elf Spielfiguren angebracht sind: Torwartstange mit einer Figur, Verteidigerreihe mit 2 Figuren, Mittelfeldreihe mit 5 Figuren und Stürmerreihe mit 3 Figuren. Eine der wichtigsten Disziplinen ist das Doppel, bei dem je 2 Personen gemeinsam in einem Team spielen. Ein Team besteht dabei aus einem Verteidiger, der die Torwartstange und die Verteidigerreihe bedient, und einem Stürmer, der die Mittelfeldreihe und die Stürmerreihe bedient.
Durch das Bedienen der Stangen kann der Ball kontrolliert gespielt werden. Dabei gibt es verschiedene defensive Techniken, wie Blocken und Halten, und offensive Techniken, wie Passen und Schießen. Das Erlernen erfordert Feinmotorik, Hand-Augen-Koordination und Reaktion. Im Sportbetrieb kommen vermehrt taktische Elemente und Strategien hinzu.
Tischfußball wird in der Pädagogik seit Jahrzehnten als Kommunikations- und Rehabilitationsmittel genutzt. So stehen viele Kickertische in Jugendeinrichtungen, Schulen, Pfadfinderheimen, in Spielzimmern von Kinderkrankenhäusern sowie in vielen Kinderzimmern. Aufgrund der niedrigen Einstiegsschwelle werden Kickertische zudem auch häufig in Gaststätten und Firmen für einen gemeinschaftlichen Freizeitausgleich aufgestellt.

## Geschichte

Junge spielt Tischfußball im Jahr 1989

Man geht davon aus, dass der erste Tischfußballtisch (in Europa) von dem Franzosen Lucien Rosengart (1881–1976) entwickelt wurde. Rosengart war damals ein Mitarbeiter des Automobilherstellers Citroën. In Anlehnung an diesen „Urtisch“ (bei dem die Stangen noch an den Kopfenden waren) baute die schweizerische Firma „Kicker“, sesshaft in Genf, ihre Tische. Die Tische waren in der Schweiz, in Deutschland und Belgien so beliebt, dass das Wort „Kicker“ in Deutschland zum Synonym für Tischfußball wurde. In der deutschsprachigen Schweiz werden die Tische umgangssprachlich „Töggelikasten“ genannt, in Österreich oft „Wuzzler“, gelegentlich auch „Wuzzlkasten“. Das erste Patent auf einen Kickertisch sicherte sich der Spanier Alejandro Finisterre im Jahre 1937.
Belegbare Patente weisen einen Engländer als Erfinder des Tischfußballs aus: Harold S. Thornton meldete am 14. Oktober 1922 ein Gerät mit Drehstangen beim Patentamt an. Sogar der grobe Aufbau des Urtisches entspricht den heutigen Tischen.
Allerdings dauerte es weitere 30 Jahre, bis sich das Spiel auch in Deutschland etablierte. Erst im Jahre 1967 wurde die erste deutsche Meisterschaft durch eine Initiative der Bildzeitung ausgetragen. Zwei Jahre später wurde der DTFB gegründet.
Maßgeblich für die Entwicklung des ambitionierten Tischfußballsports in Deutschland war vor allem der Automatenvertrieb Löwen, dessen langjähriger Lieferant Leonhart ist. Löwen veranstaltete in den 1980er und 90er Jahren eine überregionale Turnierserie in Deutschland, die auch viele Topspieler aus den Nachbarländern anzog und deren jährlicher Höhepunkt die so titulierten „Deutschen Meisterschaften“ in Bingen, dem Hauptsitz von Löwen, war. 2000/01 zog sich Löwen aus wirtschaftlichen Gründen aus der Veranstaltung zurück. So wurde kurz darauf von aktiven Spielern der p4p e. V. (Players 4 Players Tischfussballvereinigung e. V.) gegründet, um die Turnierserie weiterzuführen.
Nach einem rechtskräftigen Urteil des Hessischen Finanzgerichts vom 23. Juni 2010 (Aktenzeichen 4 K 501/09) kann ein Verein, der Tischfußball betreibt, als gemeinnützig anerkannt werden.

## Spielbetrieb und Verbände

### Deutschland
Die Tischfußballspieler sind in Deutschland im Deutschen Tischfußballbund (DTFB) und im P4P e. V. (Players 4 Players Tischfussballvereinigung e. V.) organisiert. Regelmäßig werden von beiden Organisationen Turniere und Meisterschaften oder Ligabetrieb ausgetragen. Seit 2010 ist Tischfußball offiziell vom Bundesfinanzministerium als Sport anerkannt. Zur Unterscheidung von Tipp-Kick wird er offiziell als Drehstangen-Tischfußball bezeichnet.
Der DTFB ist der Dachverband der deutschen Landesverbände, die ähnlich wie im Fußball organisiert sind. Die Landesverbände organisieren Landesmeisterschaften und Landesligen und entsenden nach ihren Ranglisten zum einen Spieler zur deutschen Meisterschaft, die dem DTFB-Pokal ähnlich ist, und zum anderen Ligamannschaften für die 2. und 1. Bundesliga. Über überregionale, von den Landesverbänden durchgeführte, Challenger-Turniere können sich Spieler ebenfalls für die Meisterschaften qualifizieren und bekommen Ranglistenpunkte für die DTFB-Rangliste. Challenger-Turniere können relativ unkompliziert von den einzelnen Vereinen veranstaltet werden. Räumlich finden diese eher im Nordwesten Deutschlands statt. Davon abgesehen gibt es einige größere regionale Ligen (z. B. in Berlin, Freiburg, Hamburg etc.) in denen sich die Spieler messen können. Im DTFB sind ca. 7000 Spieler organisiert (Stand 2015).
Die erste deutsche Meisterschaft im Tischfußball wurde 1967 in Braunlage ausgerichtet.
Der P4P e. V. veranstaltet eine jährliche, überregionale Turnierserie, die dank hoher und garantierter Preisgelder auch internationale Topspieler anzieht. Anders als im Fußball kann hier auch ein Neuling gegen die Weltelite spielen. Die Turniere finden meist in Konferenzhotels an ca. 40 bis 80 Tischen mit ca. 200 bis 800 Teilnehmern statt. Es werden je mehr als 10 Disziplinen (normalerweise) im Doppel-K.-o.-Modus ausgetragen. Gespielt werden Doppel (zwei gegen zwei) und Einzel (einer gegen einen), jeweils in den drei Leistungsklassen, wobei Hochstarten möglich ist. Das heißt, ein Neuling darf überall teilnehmen. Zusätzlich gibt es noch Damendoppel und -einzel sowie ein DYP.
Getragen von P4P e. V. und DTFB findet 2012/13 zum zweiten Mal die DYP-Tour statt. Dabei finden deutschlandweit sehr viele kleinere (mit zum Teil nur 10 bis 20 Teilnehmern) Ranglistenturniere in dem MonsterDYP-Modus statt, bei denen die Teilnehmer Punkte für eine Rangliste sammeln können. Die besten Spieler nehmen dann am Ende an einem Abschlussturnier teil, bei dem um Sach- und Geldpreise gespielt wird. Bei der erstmaligen Austragung 2011/12 fanden so in 10 Monaten 1007 Turniere an 47 Standorten statt, an denen 2784 Spieler teilgenommen hatten.

### Österreich
In Österreich ist der Tischfußballbund Österreich (TFBÖ) für die Organisation des TFB Sports zuständig. Gespielt wird üblicherweise auf dem Garlando-Tisch, dessen Design seit 2002 immer weiter an internationale Tische angenähert wird.

### International
2002 wurde auf Initiative von acht nationalen Verbänden (Belgien, China, Dänemark, Frankreich, Deutschland, Italien, Großbritannien, USA) die ITSF (International Table Soccer Federation) als weltweiter Dachverband nationaler Verbände gegründet. Ende 2009 gehörten der in Frankreich ansässigen ITSF 60 nationale Verbände an. Der Verband hat Beobachterstatus bei der Global Association of International Sports Federations. Die ITSF organisiert internationale Turnierserien und Weltmeisterschaften und hat sich zum Ziel gesetzt, das „Kickern“ olympisch zu machen. Auf diesem Wege wird ebenfalls die Kommerzialisierung des Sports vorangetrieben. Um das zu verwirklichen, versucht der Verband beispielsweise, alle gängigen Tische bezgl. grundsätzlichen Eigenschaften auf einen Nenner zu bringen. Dadurch soll es möglich sein, die Leistungen der Spieler direkt und unabhängig vom gespielten Tisch zu vergleichen. Derzeit gibt es fünf offiziell zugelassene Tische (siehe Tischtypen).

## Grundregeln
Seit 2005 gibt es ein internationales Regelwerk des Weltverbands, welches den lokalen bis internationalen Spielrahmen definiert. Es gibt gelegentlich Abweichungen wie etwa im privaten Freizeitbetrieb, im Hobbysport und bei speziellen Turnier-Serien und Spezial-Disziplinen. Die wichtigsten Grundregeln sind:
- Zählweise: Gespielt werden meist Sätze bis 5 Tore auf mehrere Gewinnsätze[11]. Im Mannschaftswettbewerb und Freizeitsport eher einzelne Sätze bis 6 oder 7.
- Anstoß: Der Ball wird auf der 5er-Reihe ins Spiel gebracht. Vor der ersten Ballberührung fragt der ballbesitzende Spieler seinen Gegner, ob er bereit ist. Erst wenn dieser das bestätigt, wird das Spiel begonnen. Der Ball muss innerhalb der 5er-Reihe abgegeben werden, bevor ein regulärer Pass oder Schuss geschehen darf. Abweichend davon wird im Jugend- oder Hobbybereich manchmal der Anstoß auch aus dem Verteidigerbereich vollzogen.
- Anstoßrecht: Die Mannschaft, gegen die das letzte Tor erzielt wurde, hat Anstoß. Der erste Anstoß wird gelost[12].
- Tore können generell aus jeder Position heraus erzielt werden. Jeder Ball, der mit vollem Umfang hinter die Torlinie gebracht wurde, zählt als Treffer. Insbesondere also auch Bälle, die durch die Wucht des Schusses nach Überquerung der Torlinie wieder ins Spielfeld zurückspringen.
- Ein-Mann-Pass: Beim Passen des Balles von der 2er- und 1-er (Verteidigung) auf die 5er- (Mittelfeld) oder von der 5er- (Mittelfeld) auf die 3er-Stange (Sturm) darf nicht direkt mit einer Figur gepasst werden. Der Ball muss erst innerhalb eines Bereichs abgespielt werden, bevor dieser durchgepasst wird. Auch ruhende Bälle dürfen nicht direkt gepasst werden.[13]
- Unerreichbar ist ein Ball dann, wenn er von keiner Spielfigur erreicht werden kann und ruht. Ein unerreichbarer Ball hinter der 5er-Reihe wird von der Verteidigerposition wieder ins Spiel gebracht. Anstoß in der Mitte gibt es, wenn er zwischen den 5er-Reihen liegenbleibt.Manchmal liegt der Ball im toten Winkel unerreichbar

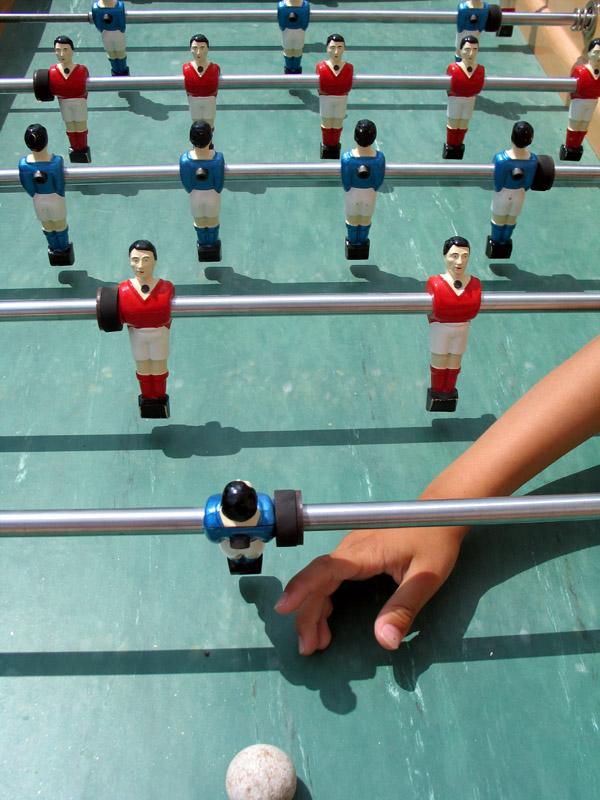
Manchmal liegt der Ball im toten Winkel unerreichbar

- Aus-Ball: Schießt ein Spieler den Ball aus dem Spielfeld heraus, so bekommt die gegnerische Mannschaft den Ball in den Verteidigungsbereich.
- Ready-Protokoll: Nach jeder Spielunterbrechung (zum Beispiel Time-outs, unerreichbare Bälle, Aus-Bälle) wie nach jedem Tor wird der Gegner wieder gefragt, ob er bereit ist[14].
- Angriffszeit: Bei Ballbesitz hat man im Verteidigerbereich 15 Sekunden Zeit, bis ein Pass- oder Schussversuch geschieht, im Mittelfeld 10 Sekunden und im Sturm 15 Sekunden. Ein Überschreiten der Zeit ist ein Foul[15].
- Dauerkurbeln: Es ist nicht erlaubt, die Figuren vor und nach dem Ballkontakt um jeweils mehr als 360 Grad zu drehen. Zu viel Rotation wird als Foul gewertet. Eine kontrollierte Kurbel oder die Schusstechnik „Jet“ mit jeweils weniger als 360 Grad Drehung sind erlaubt[16].
- Ablenkung: Übermäßig hartes Spiel, wie den Tisch bewegen oder die Stangen an die Bande fahren, kann als Ablenkung bewertet werden und ist ein Foul[17]. Bei einer Offensiv-Aktion, Pass oder Schuss, müssen beide Hände immer am Griff bleiben.
- Regelverstöße: Bei Fouls bekommt der Gegner Ballbesitz. Bei wiederholten Fouls kann nach einem Warning ein Strafstoß verhängt werden.

## Spieltechniken

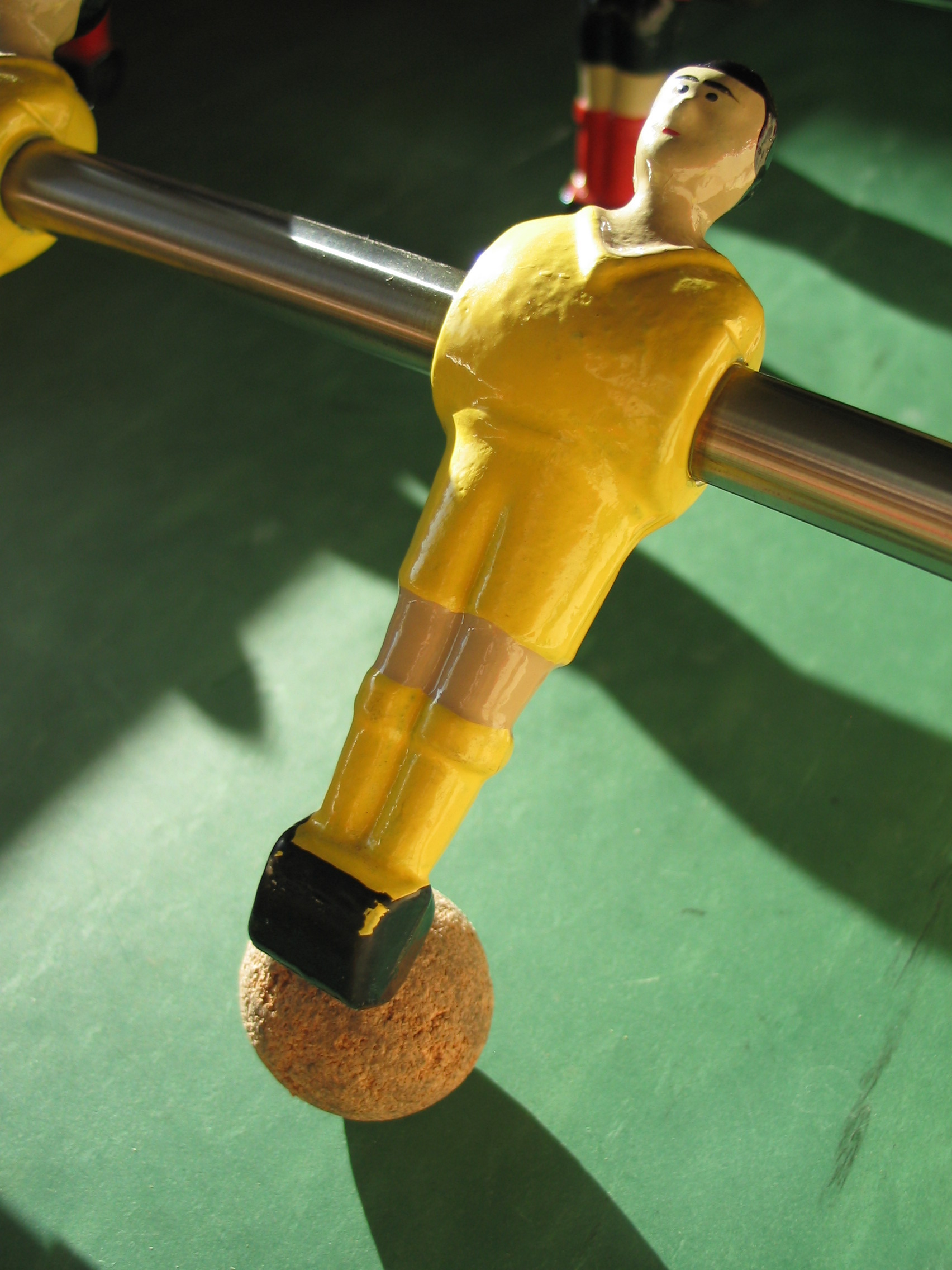
Ballkontrolle:

Viele Spieler klemmen den Ball zwischen Tischplatte und dem Fuß der Spielfigur ein. Entweder „vorne“ – Figur ist nach vorne geneigt – oder „hinten“ – Figur ist nach hinten geneigt. Diese Technik der Ballkontrolle wird auch als „Soccern“ bezeichnet, daher rühren auch diverse Tischnamen. Das Einklemmen des Balles erfordert eine Griffigkeit des Balles zwischen Spielfigur und Tischoberfläche. Der „vorne“ eingeklemmte Ball ist u. a. der Ausgangspunkt für die Schusstechniken „Pin-Shot“ und „Jet“. Eine Alternative zum Einklemmen des Balles ist, den Ball neben dem Fuß der Figur zu positionieren und dann seitlich zu schieben oder zu ziehen und dann per Rotation nach vorne zu schießen (Push- oder Pull-Shot).
- Der Pin-Shot ist ein Schuss mit einer Abrollbewegung der Handfläche am Griff – daher auch Abroller genannt. Der Ball wird mit einer Figur vorne eingeklemmt und schnell nach rechts oder links gezogen, um am Verteidiger vorbeizukommen. Dabei wird die Figur hinter den Ball gebracht. Sobald der Ball auf einer Höhe mit der Puppe steht, lässt man diese nach vorne schnellen und schießt damit den Ball geradeaus. Im Turnierbereich wird der „Pin-Shot“ meist mit der „Open-Hand“-Schusstechnik gespielt. Bei dieser Technik wird die Aushol- und Schussdrehung der Figur nicht aus dem Handgelenk ausgeführt. Der Griff der Stange wird in der „offenen“ Hand geführt und über die Handfläche und/oder den Handballen aus einer kurzen Ab- und anschließender Aufwärtsbewegung des Unterarmes „abgerollt“. Am Ende der Schussbewegung wird der Griff in den gekrümmten Fingern aufgefangen. Wird der Ball seitwärts sehr schnell bewegt, ist es notwendig eine Gegenbewegung mit der Figur zu beschreiben, da sonst der Ball durch die Trägheit abtreiben würde. Die Effizienz dieses Schusses liegt in der hohen Anzahl der Variationen: kurz oder lang, rechts oder links und Kombinationen daraus. Historisch ist es einer der gebräuchlichsten Schüsse in Europa und wird daher auch „European Pinshot“ genannt.
- Der Jet ist ein Schuss mit erlaubtem Überschlag – in den USA „Snake“ genannt – ist ein anderer, bei Spielern sehr beliebter Schuss. Diese Technik wird fast ausschließlich als Torschuss von der mittleren Stürmerfigur eingesetzt. Dabei wird der Ball vorne eingeklemmt und durch eine schnelle Seitwärtsbewegung an eine ungedeckte Position gebracht. Anstatt nun die Figur hinter den Ball zu bewegen, auszuholen und zu schießen, wird sie nach hinten „überschlagen“ und trifft den Ball nach einer Umdrehung. Allerdings ist es sehr wichtig, den Spieler nach dem Ballkontakt abzustoppen, um die oben erwähnte 360-Grad-Regel nicht zu brechen. Beim Jet wird der Griff der Stange an der Handbeuge (Affenklammer) oder noch darüber geführt, durch eine aufwärtige Zugbewegung des Arms über die ganze Handfläche abgerollt und mit in den gekrümmten Fingern aufgefangen (abgestoppt). Dadurch führt die Stange eine Drehung durch. Bei manchen Spielern genießt diese Schusstechnik einen ähnlich schlechten Ruf wie Schüsse von der Mittelreihe. Der „Jet“ wurde vom Deutschen Hans-Friedrich Kircher erfunden und hat in den 1990er Jahren in den USA unter der Bezeichnung Snake schnelle Verbreitung gefunden und ist dort neben dem Pull-Shot eine der beliebtesten Schusstechniken. Aufgrund seiner Unmittelbarkeit und vergleichsweise einfachen Handhabung verdrängt der Jet bei europäischen Leistungsspielern zunehmend den Pin-Shot. „Snake“ ist bezeichnenderweise der Name des abgebrühten Profi-Kickers aus dem Kult-Film Absolute Giganten von Sebastian Schipper.
- Ein weiterer weit verbreiteter Schuss ist der Zieher oder auch Pull-shot (oder Schieber / Push-shot). Dabei wird der Ball neben dem Fuß der Figur abgelegt und dann durch Anziehen bzw. Anschieben in eine Richtung beschleunigt. Die Schussbewegung selbst erfolgt durch das Handgelenk. Auf vielen Tischen – wie z. B. dem amerikanischen Tornado oder dem Leonhart Turniersieger (Puppen mit schmalen Füßen) – ist der Zieher einer der beliebtesten Schüsse. Auch hier ist bei einer schnellen Seitwärtsbewegung eine Gegenzugbewegung beim Abschuss des Balles von Vorteil, um ein Abtreiben und damit eine schräge Schussbahn des Balles zu vermeiden. Der Vorteil der Schusstechnik ist es, dass diese sich auf nahezu jedem Tischmodell umsetzen lässt.
- Bandenschüsse sind prinzipiell von jeder Position aus spielbar. Dabei wird der Ball von der Figur sehr weit außen getroffen (meist mit der Fußkante), was dazu führt, dass der Ball schräg abgeschossen wird. Trifft man den Ball im richtigen Winkel, wird er zunächst gegen eine der Banden und anschließend ins gegnerische Tor treffen. Am häufigsten wird diese Technik von der 2er-Stange des Verteidigers aus eingesetzt, dabei meistens in Höhe des Elfmeterpunktes oder in einem flachen Winkel nahe der Bande. Fortgeschrittene Spieler spielen diese, wie auch die anderen Schusstechniken, aus der Bewegung heraus.
- Abquetscher werden wegen der Schussbahn auch „Bananen“ genannt. Für den Abquetscher wird der Ball mit dem Fuß der Puppe hinten eingeklemmt (aber nicht so weit hinten wie beim Pin-shot) und anschließend durch Druck auf den Ball, mit einer gleichzeitigen seitlichen Bewegung, nach vorne gedrückt oder gequetscht. Durch die seitliche Bewegung bekommt der Ball einen Effet, der die Schussbahn krümmt. Dieser Schuss ist eher ein Trickshot und wird auf Turnieren nur selten gespielt.
- Beim Tic-Tac (auch Tip Tap) wird der Ball mit den Seiten der Füße der Figuren einer Stange zwischen diesen hin und her gespielt und ständig in Bewegung gehalten. Der Torschuss erfolgt entweder aus der laufenden Bewegung heraus, wenn der Ball sich vor einer ungedeckten Stelle des Tores befindet, indem eine Figur schnell hinter den Ball bewegt und der Schuss ausgeführt wird (meist aus dem Handgelenk), oder indem der Ball mit einer Figur plötzlich vor eine ungedeckte Lücke gestoßen wird und eine zweite Figur den Schuss ausführt. Auch überraschende Zieher oder Schieber in Gegenrichtung der laufenden Bewegung des Balles sind möglich.
- Beim Sling-Shot wird der Ball mit dem Fuß einer Puppe seitlich an die Bande gespielt und erst nach dem Abprallen, wenn der Ball wieder zurückkommt, geschossen. Durch den seitlichen Schwung des Balles wird dieser automatisch schräg geschossen. Durch einen Übersteiger vor dem eigentlichen Schuss kann der Gegner leicht verwirrt werden.[18]
- Der Pass von 5 auf 3 ist im Turnierbereich der oftmals entscheidende Spielzug. Prinzipiell ist der Pass durch jede Lücke der gegnerischen Fünferreihe möglich. Allerdings haben sich zwei Pässe etabliert, der Pass „zur Bande hin“ und zum anderen der „Schrägpass“ oder auch „von der Bande weg“. Bei beiden Pässen ist die Ausgangsposition die zweite Figur an der Bande. Der Pass selbst wird meistens als „Brushpass“ ausgeführt. Dabei wird der Ball mit der Vorderseite des Fußes angeschnitten. Durch den Drall läuft der Ball entweder an der Bande entlang, ohne abzuprallen, oder schräg in Richtung Tor.

## Tischtypen
Tischfußballtische unterscheiden sich unter anderem durch die Art der Stangen, das Material und die Form der Puppen (Spielfiguren), die Eigenschaften der Spieloberfläche und durch die Beschaffenheit der Bälle. Abhängig von der Art des Tisches kommen unterschiedliche Techniken zum Einsatz. Weit verbreitete Modelle gibt es meist zusätzlich in einer Version mit Münzgerät, welche dann in Kneipen und anderen öffentlich zugänglichen Orten aufgestellt wird und so zu einer hohen Verbreitung führt. Einige Tische haben Glasplatten, um ein Hineingreifen sowie das unabsichtliche Herausschießen von Bällen zu verhindern.
Der Internationale Tischfussballverband ITSF (International Table Soccer Federation) unterscheidet derzeit zwischen „Offiziellen Tischen“, auf denen vom ITSF organisierte Weltmeisterschaften ausgetragen werden, und „anerkannten Tischen“, auf denen Länderverbände vom ITSF anerkannte Turniere austragen können.
| Bezeichnung              | Hersteller                 | Ursprung    | Merkmale, Techniken | Angehöriger Verband | Bild |
| ------------------------ | -------------------------- | ----------- | --- | ------------------- | ---- |
| Leonhart u. Löwen Soccer | Fa. Leonhart Betriebs GmbH | Deutschland | Vollstangen, Soccer |                     |      |
| leo_pro tournament       | Fa. Leonhart Betriebs GmbH | Deutschland | Hohlstangen, baugleich Tecball, alle Techniken                                                                                              | ITSF, DTFB          |      |
| Tecball                  | Fa. Tecball GmbH           | Deutschland | Hohlstangen, baugleich Leo Sport, alle Techniken                                                                                            | DTFB von 2006–2009  |      |
| Fireball Competition     | Fa. Müller & Mann GbR      | Deutschland | Hohlstangen, alle Techniken. | ITSF                |      |
| Lettner Evolution        | Fa. Lettner                | Deutschland | Hohlstangen, alle Techniken. | DTFB von 2010–2018  |      |
| Ullrich-Tournamnet       | Fa. Ullrich-Sport          | Deutschland | Hohlstangen, vorwiegend Soccer aber auch alle anderen Techniken                                                                             | DTFB; P4P e. V.     |      |
| WORLD CHAMPION           | Fa. Garlando               | Italien     | Hohlstangen, Glasplatte, vorwiegend Jet, Zieher und Schieber                                                                                | ITSF, TFBÖ          |      |
| Tornado                  | Fa. Valley-Dynamo          | USA         | Hohlstangen, mittels Spannstift (und nicht wie oft behauptet Splint) auf den Stangen befestigte und austarierte Puppen, Zieher und Schieber | USTSF               |      |
| Bonzini B90              | Fa. Baby-foot Bonzini      | Frankreich  | Teleskopstangen, abschraubbare Griffe, alle Techniken                                                                                       | ITSF                |      |
| Roberto Sport Adrenaline | Fa. Roberto Sport          | Italien     | Hohlstangen, alle Techniken. | ITSF                |      |

### Maße
Die Spielfläche beträgt ca. 120 Zentimeter Länge und 70 cm Breite, die Tischhöhe bewegt sich zwischen 80 und 92 cm. Die Tore sind ca. 20 cm breit und 8 cm hoch, die Figuren ca. 7 cm hoch, die Bälle weisen einen Durchmesser von ca. 3,5 cm sowie ein Gewicht von 15 bis 30 g auf.
Mit einer Fläche von mindestens ca. 2,70 auf ca. 1,90 Meter steht genügend Platz für die Körperbewegungen der Mitspielenden zur Verfügung.

## Hilfsmittel
- Griffbänder sind ein beliebtes Hilfsmittel, um das Abrutschen der Hände von den Griffen zu verhindern. Die eingesetzten Griffbänder sind die gleichen wie beim Tennis. Sie werden um die Griffe gewickelt und am Ende mit einem Gummi fixiert.
- Fingerlinge, auch Griffgummis genannt, werden ebenfalls gerne benutzt, um den Halt an den Griffen zu verbessern. Dazu werden die Fingerlinge über die Griffe gestülpt.
- Handschuhe werden häufig in Verbindung mit den Fingerlingen eingesetzt. Beliebt sind insbesondere Golfhandschuhe.
- Silikonöl, Möbelpolitur oder auch Silikonspray lässt die Stangen besser gleiten und erleichtert dadurch die schnelle Ausführung der Schusstechniken.
- Rod-Locks sind Trainingshilfen, um die Stangen zu fixieren und somit die Puppen in einer beliebigen Position zu halten.
- Magnesiumcarbonat oder Zinkoxid wird wie in der Leichtathletik verwendet, um störenden Handschweiß zu beseitigen. Es wurde früher auch dazu benutzt, dem Ball und dem Spielfeld den benötigten Grip zu verleihen.
- Flutlicht zur Ausleuchtung des Kickertisches, zum Beispiel bei Turnieren. 2017 erstmals vom Weltverband ITSF zertifiziert und bei der Weltmeisterschaft in Hamburg eingesetzt.

## Wissenswertes

### Regionale Bezeichnungen
Tischfußball ist in bestimmten Regionen unter anderen Namen als den oben aufgeführten bekannt:
- In Hannover und Umgebung kennt man den Sport unter dem Namen Krökeln, ein Tischfußballtisch wird dementsprechend als Krökler oder Krökeltisch bezeichnet. Der Begriff kommt von der Bezeichnung Krökel für eine Eisenstange im Hannoverschen.
- In Österreich nennt man es häufig Wuzzeln, in Kärnten Balankan, in Oberösterreich Zoistsn.[23]
- In der Schweiz ist Tischfußball üblicherweise unter den Namen Töggelä oder auch Jöggelä bekannt; der Tischfußballtisch wird Töggelichaschtä genannt – in der Ostschweiz (z. B. im Thurgau) auch Tschütelichaschtä.
- In Liechtenstein spricht man von Tschuttikäschtala oder nur Tschüttala
- Im süddeutschen Raum, vor allem in der Pfalz, wird es als Hackersche bezeichnet.
- Im westlichen Saarland ist Tischfußball auch unter dem Namen Knack bekannt.

### Rechtliches
- In der Türkei bestand für Tischfußball seit Ende der 1960er Jahre ein Verbot, welches durch ein Urteil des türkischen Verfassungsgerichts Ende 2015 aufgehoben worden ist.[24][25]

### Varianten und andere Tischfußballspiele

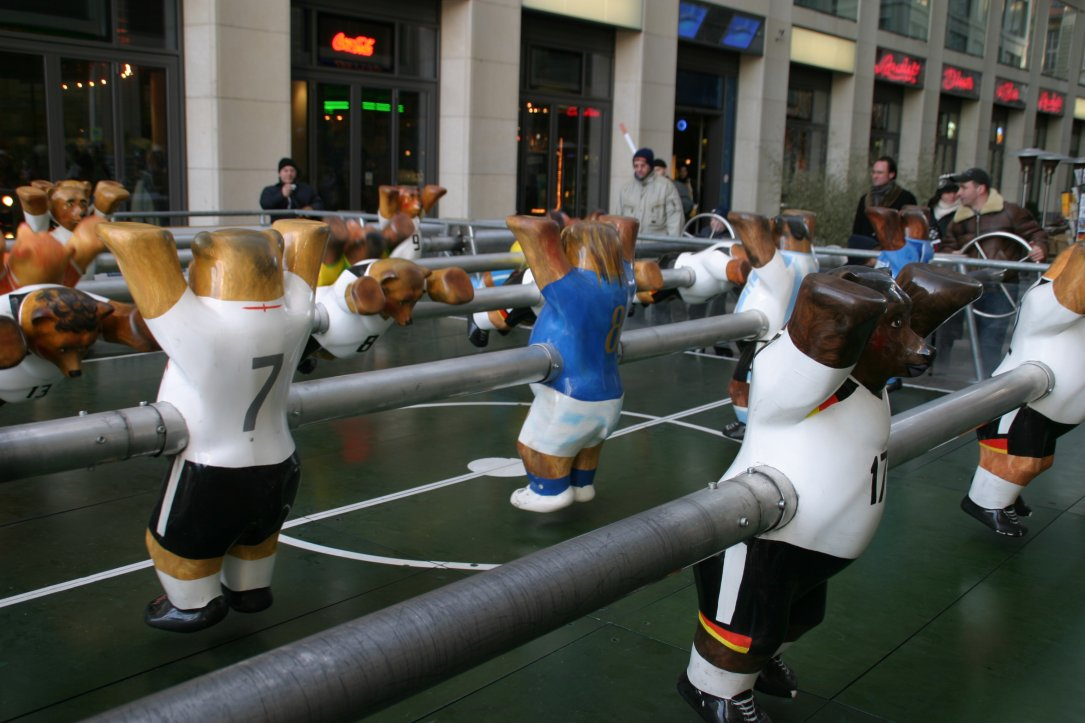
Riesenkicker in Berlin mit ein Meter hohen Buddy Bären, aufgestellt vor der Fußballweltmeisterschaft 2006

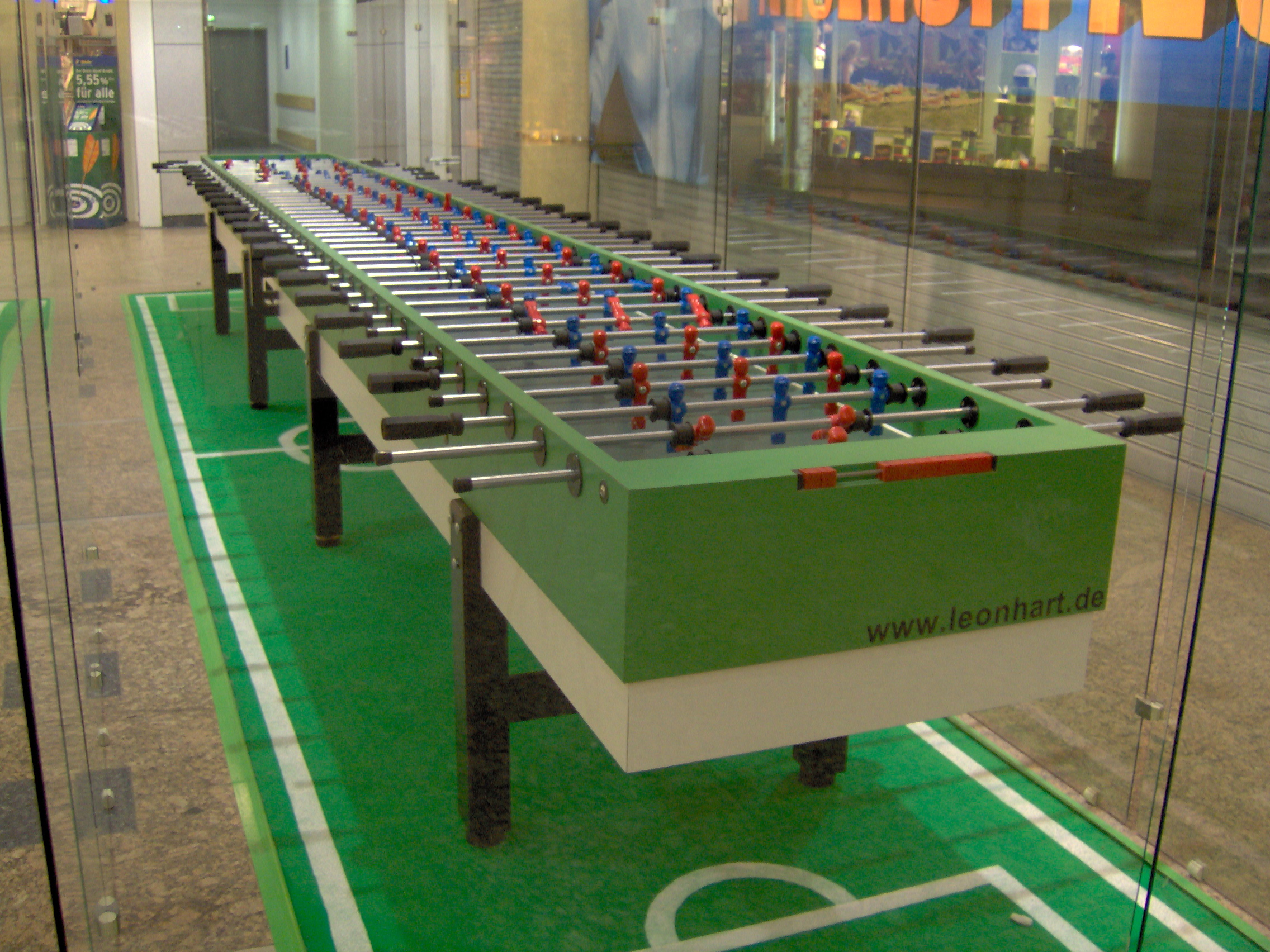
Sonderanfertigung für 11 Spieler je Seite

- Eine Variante des Tischfußballs ist der „Menschenkicker“, bei dem Menschen Fußball spielen, aber durch ihre Position an einer Stange ihr Bewegungsradius eingeschränkt ist.
- Andere Tischfußballspiele sind z. B. Tipp-Kick und Subbuteo.
- An der Albert-Ludwigs-Universität Freiburg wurde der Tischfußballroboter KiRo entwickelt, der in der Lage ist, Anfänger bis mittelgute Spieler zu besiegen.[26]
- An der Fachhochschule Oberösterreich in Wels gibt es einen Tischfußballroboter TriKiTrain.[27]
- Inzwischen fließen manchmal auch Aspekte von Gendergerechtigkeit, Diskriminierungsfreiheit und Vielfalt in die Gestaltung ein. Während üblicherweise die Figuren wie Männer mit weißer Hautfarbe aussehen, haben diverse Figuren unterschiedliche Hautfarben, erkennbar verschiedene Religionen, sind Frauen, Männer oder nicht-binär.[28]